# Agustín Sierra
Agustín Sierra Romera, lepiej znany jako Agustín Sierra (ur. 23 września 1990 w Buenos Aires) – argentyński aktor telewizyjny i filmowy, także piosenkarz i model, najlepiej znany jako Agustín Maza z młodzieżowej telenoweli Chiquititas. Urodził się w Buenos Aires jako syn Marii Romery i Roberta Sierry. Wychowywał się z bratem i siostrą. We wrześniu 2008 roku związał się z Candelą Vetrano, lecz w 2010 para się rozstała.

## Filmografia

### Filmy fabularne
- 2001: Chiquititas jako Agustin Maza
- 2015: Chicos Católicos jako Guido

### Seriale TV
- 1999–2001: Chiquititas jako Agustín "Agus" Maza
- 1999: Verano del '98 jako Tomás Ibarra de chico
- 2002: Rebelde Way jako Nacho
- 2003: Rincón de Luz jako Lucas Lagos
- 2004-2005: Floricienta jako Martín
- 2006: Alma Pirata jako Agustín
- 2006: Chiquititas Sin Fin jako Franco
- 2007-2010: Casi Ángeles jako Ignacio "Nacho" Perez Alzamendi
- 2013: Historias de corazón jako Andres
- 2014: Sandia con vino jako Camilo

## Dyskografia
- Chiqutitias 1999 (1999)
- Chiqutitias 2000 (2000)
- Chiquititas 2001 (2001)
- Chiquititas: Rincón de Luz (2001)
- Rincon de Luz (2003)
- Casi Ángeles (2008-2010)